# Under the God
"Under the God" é o primeiro single lançado pelo grupo Tin Machine, vindo do álbum homônimo de estreia da banda em junho de 1989. A canção chegou ao n°51 na UK Singles Chart.
Como "Heaven's in Here", lançado anteriormente a "Under the God", foi lançado somente como single promocional, considera-se que "Under the God" é o primeiro single oficial da banda.

## Créditos
Produção
- Tin Machine
- Tim Palmer

Músicos
- David Bowie – vocais principais, guitarra rítmica
- Reeves Gabrels – guitarra solo
- Hunt Sales – bateria, vocais de apoio
- Tony Sales – baixo, vocais de apoio